# Duvall (Washington)
Duvall es una ciudad ubicada en el condado de King en el estado estadounidense de Washington. En el año 2000 tenía una población de 4.616 habitantes y una densidad poblacional de 780,1 personas por km².

## Geografía
Duvall se encuentra ubicada en las coordenadas 47°44′3″N 121°58′32″O / 47.73417, -121.97556.

## Demografía
Según la Oficina del Censo en 2000 los ingresos medios por hogar en la localidad eran de $71.300, y los ingresos medios por familia eran $78.740. Los hombres tenían unos ingresos medios de $51.164 frente a los $41.806 para las mujeres. La renta per cápita para la localidad era de $27.764. Alrededor del 3,8% de la población estaban por debajo del umbral de pobreza.